# Bloemen voor Algernon
Bloemen voor Algernon is een hoorspel naar de novelle Flowers for Algernon (1966) van Daniel Keyes. Voor de vertaling zorgde J. Liefrinck. De KRO zond het uit op vrijdag 14 januari 1983. De regisseur was Louis Houët. Het hoorspel duurde 54 minuten.

## Rolbezetting
- Gees Linnebank

## Inhoud
Tot zijn tweeëndertigste had Karel - zachtaardig, lief en op zijn manier innemend - geleefd in een soort van mentaal schemerlicht. Hij wist dat kennis belangrijk is en had tot op zekere hoogte leren lezen en schrijven, maar hij wist ook dat hij bij lange na niet zo snugger was als de meeste mensen rondom hem. Er was zelfs een witte muis, Algernon genaamd, die hem in bepaalde opzichten overtrof. Er was echter een merkwaardige operatie op Algernon uitgevoerd, en nu was hij een genie onder de muizen. Veronderstel eens dat Karel een gelijkaardige operatie zou ondergaan...